# Josianne Cutajar
Pour les articles homonymes, voir Cutajar.
Josianne Cutajar, née le 27 décembre 1989, est une femme politique maltaise, membre du Parti travailliste. Elle est élue députée européenne en 2019.